# فراشة برتقالية
تظهر الفراشات البرتقالية (بالإنجليزية: Orange Tip)‏ في بداية الصيف على الأشجار ، وعلى حواف الطرق والغابات وتنتشر في أماكن واسعة من أوروبا مثل إيرلندا وإنجلترا ، كذلك في الشرق الأوسط وبعض مناطق آسيا وتعيش في الأماكن المليئة بالأعشاب وعلى ضفاف الأنهار.
يتميز الذكور من هذه الفراشة باللون البرتقالي الزاهي عند حواف الأجنحة ، بينم يقترب لون المنطقة نفسها عند الإناث من الأبيض ، حتى إنه يصعب التفريق بين هذه الإناث وبين الفراشات البيضاء من فصائل أخرى ، كما أن الأطراف الخلفية من الأجنحة مزينة بعروق خضراء تتخلل بياض الأجنحة.
- الاسم العلمي : Anthocharis cardamines
- الطول : 5 سم

## معرض صور

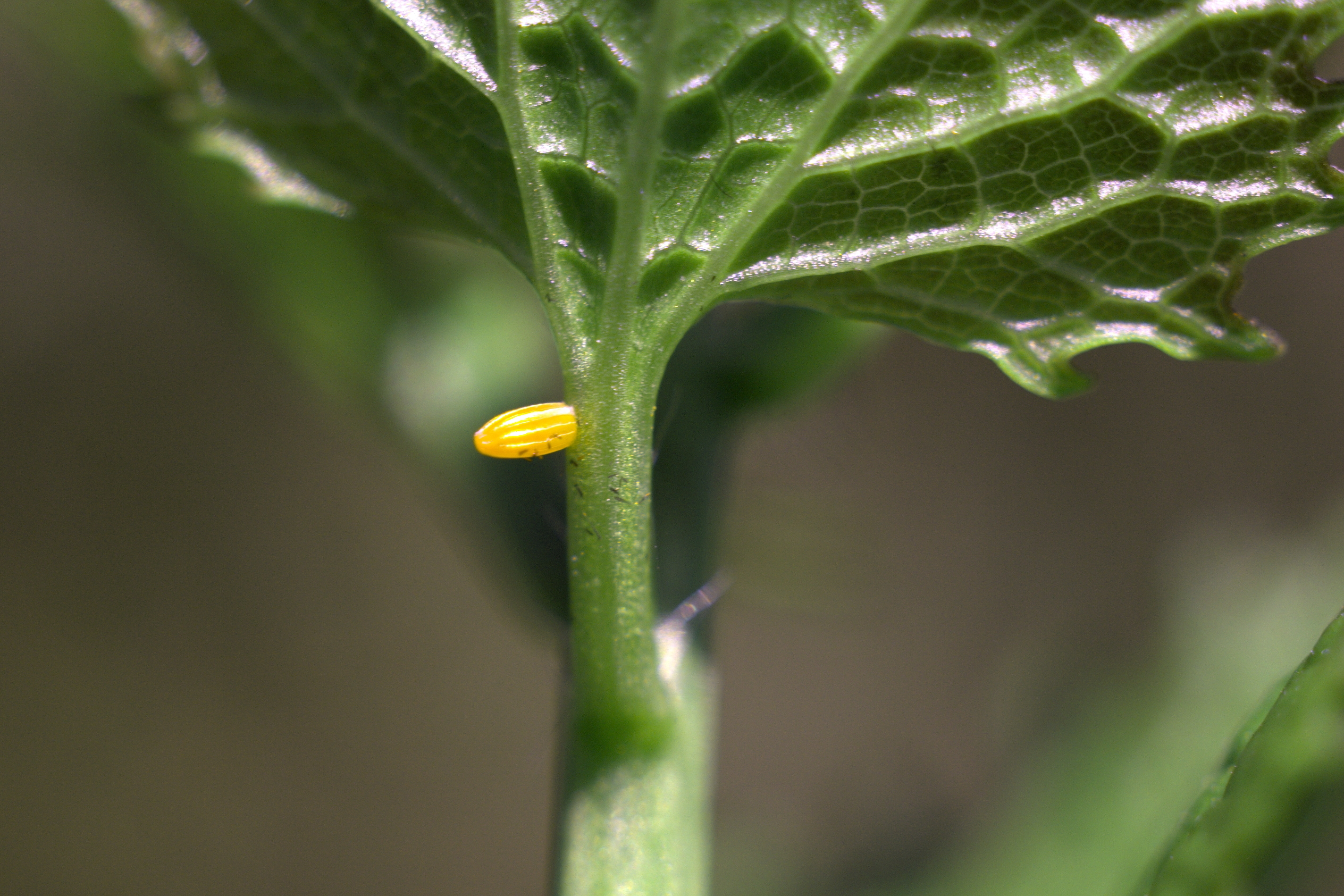
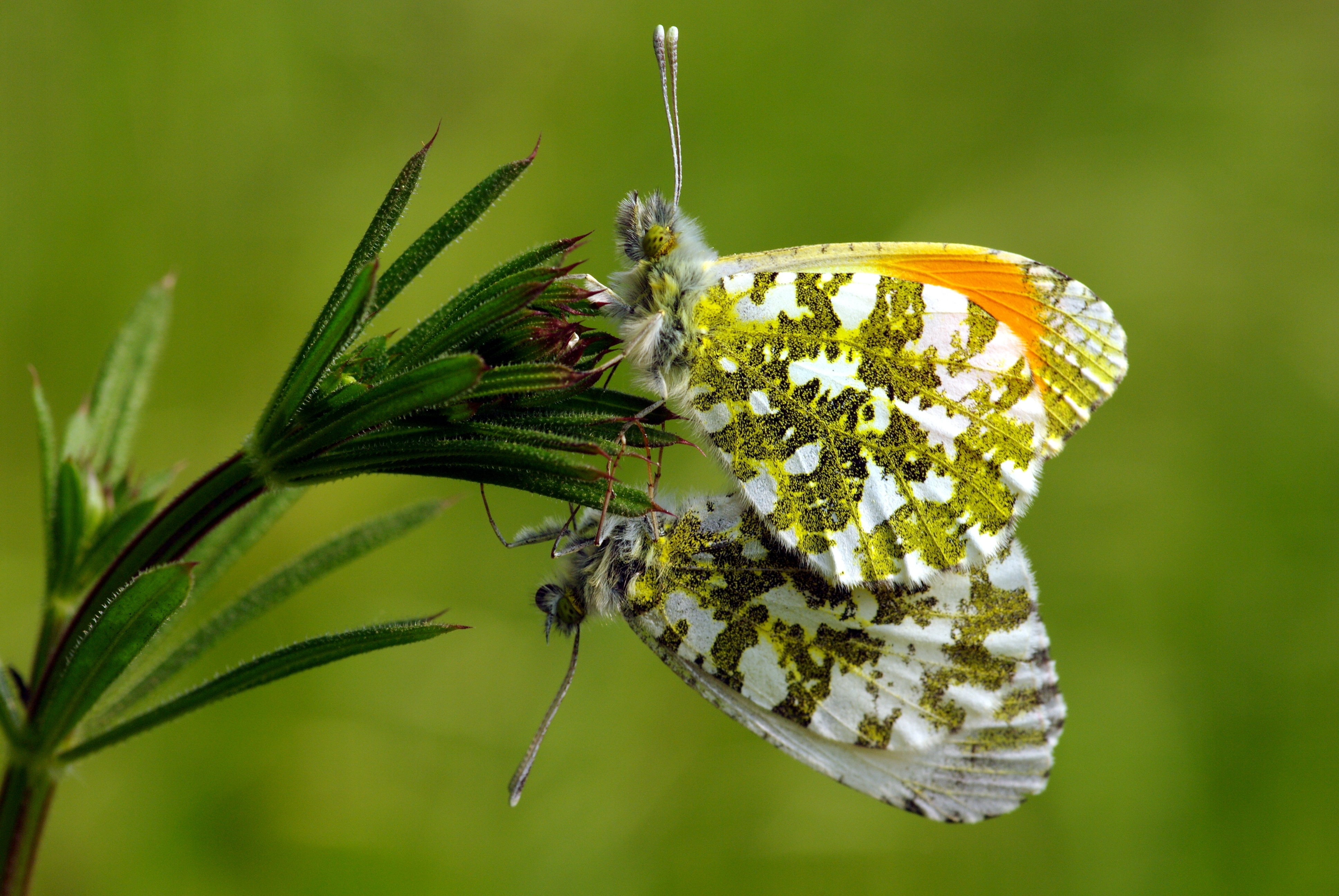
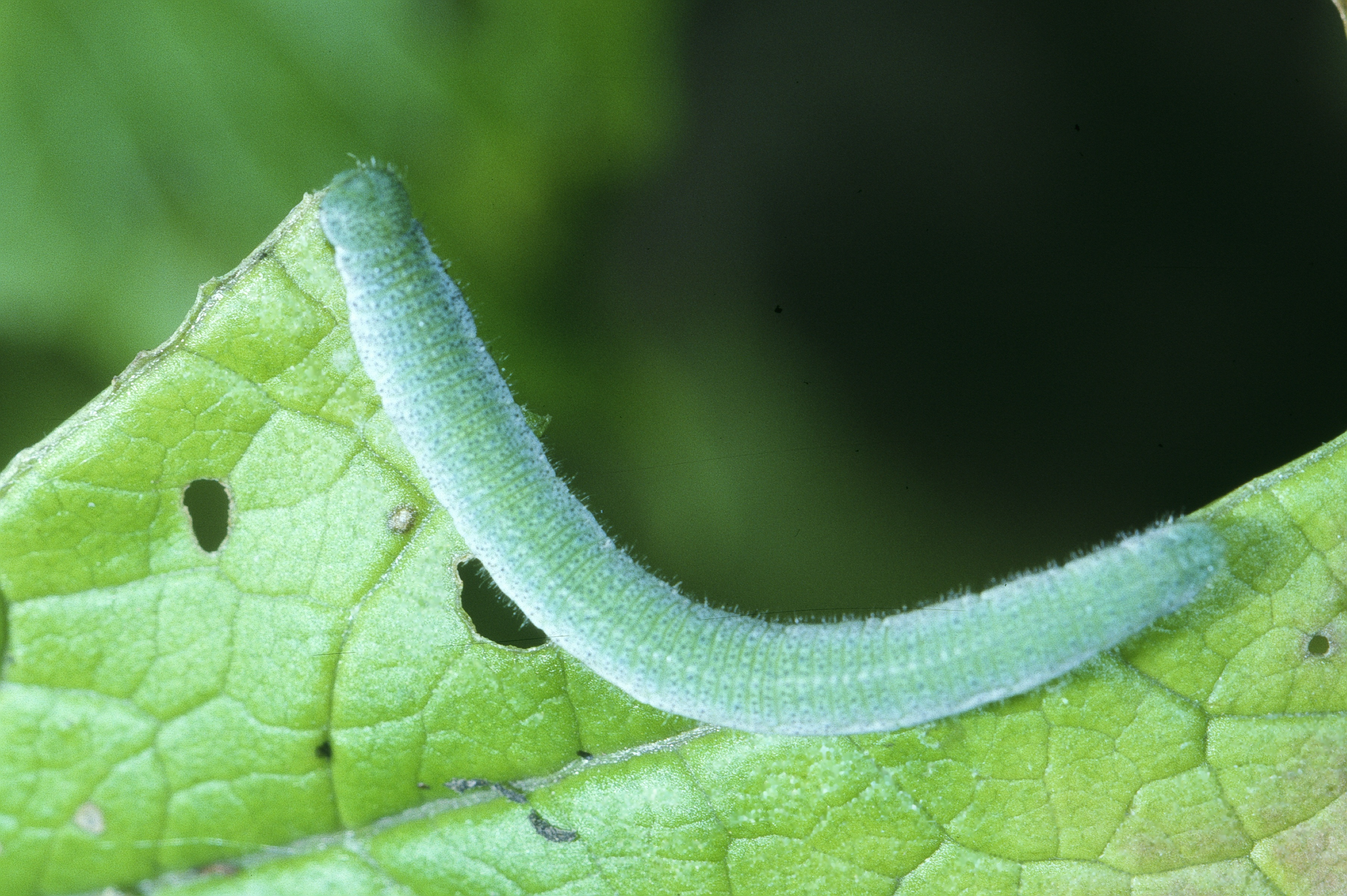
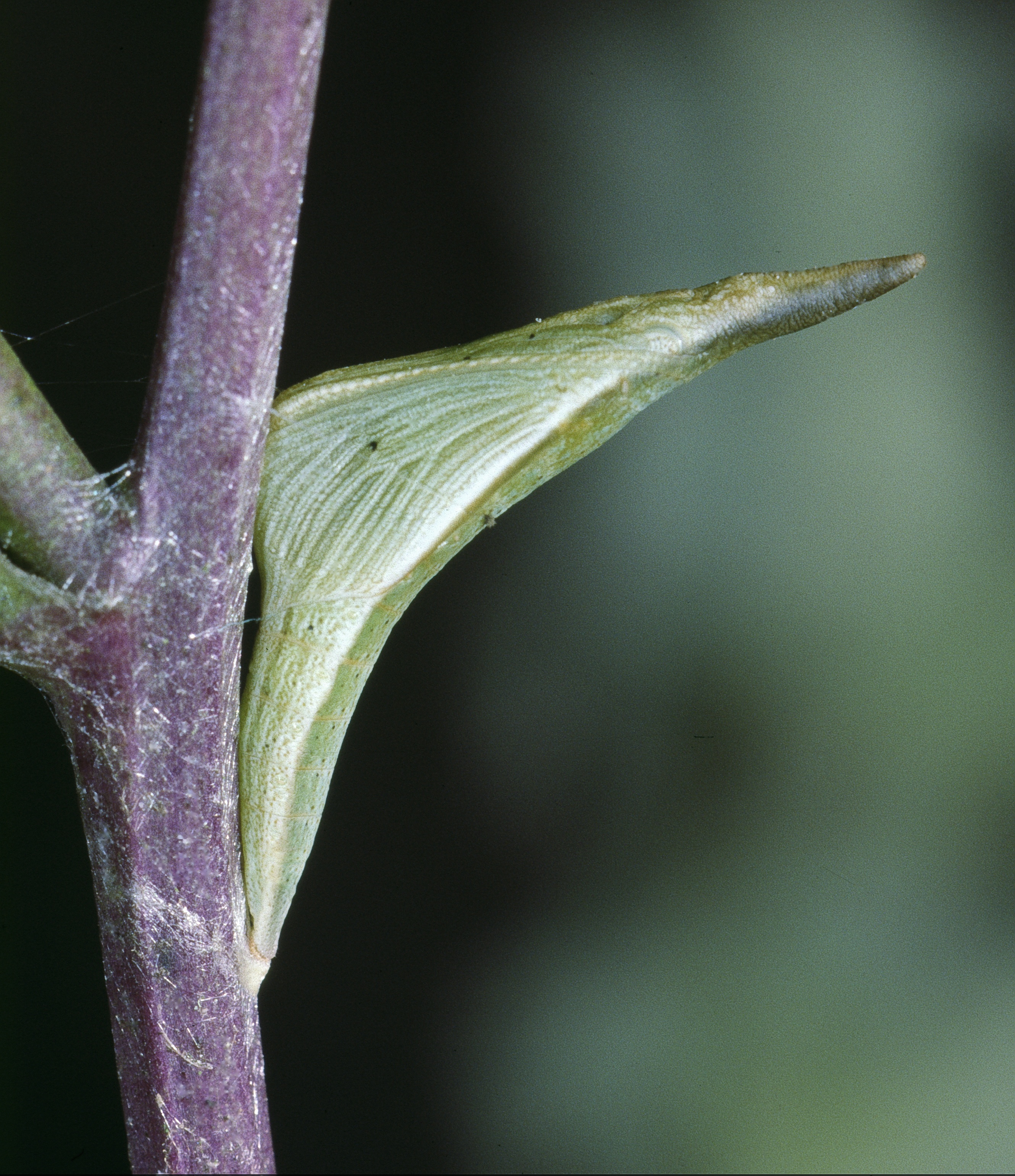